# Tetrachondra hamiltonii
Tetrachondra hamiltonii är en tvåhjärtbladig växtart som beskrevs av Donald Petrie och D. Oliver. Tetrachondra hamiltonii ingår i släktet Tetrachondra och familjen Tetrachondraceae. Inga underarter finns listade i Catalogue of Life.